# آیتوگان
آیتوگان (به لاتین: Aytugan) یک منطقهٔ مسکونی در روسیه است که در باشقیرستان واقع شده‌است.